# Hospital de San Bernardo (Gibraltar)
El Hospital de San Bernardo (en inglés: St Bernard's Hospital) es el único hospital general civil del territorio de ultramar británico de Gibraltar. En 1567, durante el control español sobre Gibraltar, un posadero español retirado de nombre de Juan Mateos convirtió su casa en un hospital de 20 camas. Continuó por más de 20 años antes endeudarse, como resultado de lo cual cedió el hospital a la "Orden de San Juan de Dios". Se unió a la orden hasta su muerte en 1594. En 1691, el hospital se hizo conocido como el "Hospital de San Juan de Dios". Un hospital de aislamiento.
El hospital español existente en Gibraltar fue tomado por las autoridades británicas como un hospital militar después de la captura de la anglo-holandesa de Gibraltar en agosto de 1704 y reparado y reformado por el Teniente Gobernador Coronel Richard Kane.
Fue reconstruido en 1882, y su elegante fachada todavía se puede ver, en parte oculta por nuevas adiciones en los últimos años como el ala rey Jorge VI en la década de 1950 y el ala Mackintosh en la década de 1970. En 2005 el Hospital de San Bernardo se trasladó a su nuevo hogar en Europort, y más de cuatro siglos de historia en sede antigua llegaron a su fin.